# Josef Vraný
Josef Vraný (9. května 1874 Stránka – 27. března 1937 Monako) byl český a československý novinář, spisovatel, podnikatel a politik; meziválečný poslanec a senátor Národního shromáždění za Republikánskou stranu zemědělského a malorolnického lidu.
Jako autor odborných knih a spisovatel beletrie používal pseudonymy: Jan Kobr, Vavřinec Řehoř, popř. Jiří Vávra, Kateřina Romanovská, J. V. Stránecký, Hynek Penčík, Jan Srp, Martin Vrána.

## Biografie
Byl absolventem vyšší hospodářské školy v Táboře a vysoké školy zemědělské v Halle. Do roku 1906 působil jako nájemce statku v Bohnicích. Byl stoupencem Alfonse Ferdinanda Šťastného, zakladatele českého agrarismu a stal se dopisovatelem jím vedených Selských novin.
V roce 1905 a zejména roku 1909 patřil do mladé generační skupiny okolo Antonína Švehly, která se ve straně tehdy ujala moci. Od roku 1906 se podílel na budování agrárnického listu Venkov, kde působil zpočátku jako národohospodářský redaktor. Během první světové války již jeho vliv na agrární tisk významně vzrostl. Přímo se podílel na vydávání večerníku Večer, který byl na rozdíl od vůči Rakousku loajálního Venkova naladěn nacionálně radikálněji. Stal se díky tomu jedním z nejpopulárnějších českých periodik té doby. Josef Vraný byl díky pozici v tiskových orgánech strany trvalým členem předsednictva jejího výkonného výboru. Během války napsal a vydal několik románů, zpravidla pod různými pseudonymy (viz výše). Román Dvojí život byl dvakrát zfilmován, přičemž mnohé záběry byly pořízeny v údolí přírodní památky Peklo.
V rámci pozemkové reformy za první republiky usiloval o opětovné počeštění pohraničí, za jeho nutnou podmínku pokládal silný český kapitál, proto inicioval výkup velkostatků v pohraničí českými vlastníky. Sám byl jedním z podílníků v akciové společnosti Severočeské stromovky, která od suverénního řádu Maltézských rytířů koupila velkostatek Horní Libchava. Později byl majetek společnosti rozdělen, zbývající podílníci časem vystoupili a místo nich se stali podílníky potomci Jos. Vraného. Společnost zámek opravila a na pozemcích hospodařila (s výjimkou let 1938–1945, kdy bylo území zabráno nacistickým Německem) až do roku 1948, kdy byl velkostatek zabaven státem.
Byl aktivní v událostech 28. října 1918. V letech 1918–1920 zasedal v Revolučním národním shromáždění. V parlamentních volbách v roce 1920 získal poslanecké křeslo v Národním shromáždění. Podle údajů k roku 1920 byl profesí šéfredaktorem Lidového Denníku a Domoviny domkářů a malorolníků v Praze.
V parlamentních volbách v roce 1925 získal senátorské křeslo v Národním shromáždění. Mandát obhájil v parlamentních volbách v roce 1929 a parlamentních volbách v roce 1935. V roce 1935 kandidoval za agrární stranu v pátém volebním kraji Česká Lípa též jeho syn JUDr. Josef Vraný, advokátní koncipient bytem v Horní Libchavě. Senátorem byl do své smrti roku 1937, kdy ho nahradil Stanislav Horný.
Počátkem 30. let 20. století patřil stejně jako Rudolf Beran nebo Viktor Stoupal do pravicového křídla agrární strany, které vystoupilo proti vlivu Františka Udržala a docílilo jeho odchodu z funkce předsedy vlády. Již předtím v roce 1927–1928 byl aktivním odpůrcem politiky Hradu a spolu s dalšími konzervativně orientovanými agrárními politiky (například Milan Hodža) v tomto ohledu ovlivňoval koaliční politiku.

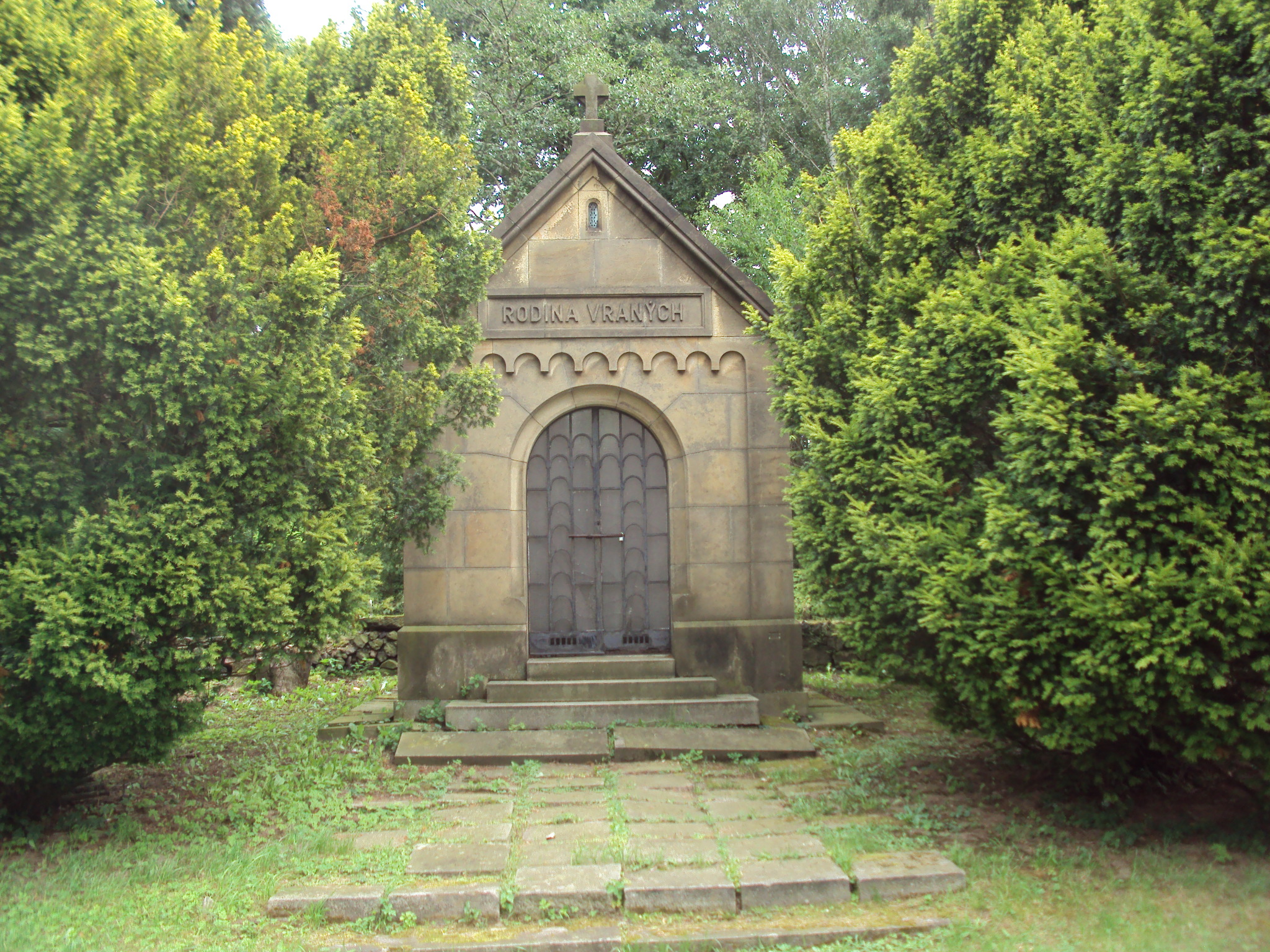
Hrobka u libchavského kostela sv. Jakuba

Měl vážnou srdeční vadu, která jej za 1. světové války zachránila před odvodem, způsobila však – následkem celoživotní vyčerpávající práce a poněkud hektického způsobu života, daného jeho dynamickou povahou – konečně jeho předčasnou smrt. Zemřel roku 1937 ve věku 63 let na dovolené v Monaku na selhání srdce, podle jiné verze se měl zastřelit. Byl pohřben s politickými poctami v Horní Libchavě na Českolipsku. Jeho pohřbu se zúčastnily některé významné osobnosti té doby, např. generál Syrový, ministr Hodža a další.
Josef Vraný byl autorem několika lidových románů (např. Na zámku vojetínském, 1916; Dvojí život, 1918–20, Okovy, 1919) a fejetonů (Nejdříve něco z domova, 1938).